# Црна Гора на Светском првенству у атлетици на отвореном 2017.
Црна Гора је на Светском првенству у атлетици на отвореном 2017. одржаном у Лондону од 4. до 13. августа. учествовала шести пут као самостална земља, са једном атлетичарком која се такмичила у скоку увис.,.
На овом првенству Црна Гора није освојила ниједну медаљу, нити је постигнут неки рекорд.

## Резултати

### Жене
| Атлетичарка    | Дисциплина | Лични рекорд | Квалификације | Квалификације | Финале            | Финале       | Детаљи |
| Атлетичарка    | Дисциплина | Лични рекорд | Резултат      | Место         | Резултат          | Место        | Детаљи |
| -------------- | ---------- | ------------ | ------------- | ------------- | ----------------- | ------------ | ------ |
| Марија Вуковић | скок увис  | 1,95 НР      | 1,85          | 10. у гр. А   | Није се пласирала | 21 / 29 (30) |        |